# Programový proud MPEG
Programový proud (PS nebo MPEG-PS) je kontejnerový formát pro multiplexování digitálního audia, videa a dalších dat. Formát PS je definován v MPEG-1 Část 1 (ISO/IEC 11172-1) a MPEG-2 Část 1, Systems (ISO/IEC standard 13818-1/ITU-T H.222.0). Programový proud MPEG-2 se podobá systémové vrstvě ISO/IEC 11172 a je dopředu kompatibilní.
Programové proudy se s určitými omezeními a rozšířeními používají na DVD-Video discích a HD DVD video discích. Přípona jména souboru je VOB, resp. EVO.

## Struktura dat
Programové proudy se vytvářejí spojením jednoho nebo více paketizovaných elementárních proudů (PES), které mají společnou časovou základnu, do jednoho proudu. Jsou určeny pro přiměřeně spolehlivá media jako jsou např. disky, na rozdíl od Transportního proudu MPEG, který je určen pro rádiový přenos dat, při kterém může docházet k poškození a ztrátě dat. Programové proudy mají proměnnou délku záznamu a minimální použití startovacích kódů, což může negativně ovlivnit rádiový přenos, ale mají menší režii. Vrstva kódování programového proudu umožňuje do jednoho proudu zabalit pouze jeden program z jednoho nebo více elementární proudů, na rozdíl od transportního proudu, který umožňuje zabalit programů více.
Programový proud MPEG-2 může obsahovat video podle specifikací MPEG-1 Část 2, MPEG-2 Část 2, zvuk podle MPEG-1 Část 3 audio (MP3, MP2, MP1) nebo zvuk MPEG-2 Část 3. Může také obsahovat video MPEG-4 ASP, audio MPEG-2 Část 7 (AAC) nebo MPEG-4 Část 3 (AAC),, ale používají se zřídka.[zdroj?] Programový proud MPEG-2 obsahují podporu pro nestandardní data (například zvuk AC-3 nebo titulky) ve formě tak zvaných soukromých proudů. Mezinárodní Organizace pro normalizaci pověřila registrační autoritu SMPTE, LLC jako registrační autoritu pro identifikátory formátu MPEG-2. Publikuje seznam komprimačních formátů, které lze zapouzdřit do transportního a programového proudu MPEG-2.

## Detaily kódování
| Jméno                                 | Počet bitů       | Popis                                                                            |
| ------------------------------------- | ---------------- | -------------------------------------------------------------------------------- |
| synchronizační bajty                  | 32               | 0x000001BA                                                                       |
| marker bity                           | 2                | 01b pro verzi MPEG-2; marker bity pro MPEG-1 verze jsou 4 bity s hodnotou 0010b. |
| System Clock Reference (SCR) [32..30] | 3                | systémové hodiny bity 32 až 30                                                   |
| marker bit                            | 1                | vždy hodnota 1                                                                   |
| systémové hodiny [29..15]             | 15               | systémové hodiny bity 29 až 15                                                   |
| marker bit                            | 1                | vždy hodnota 1                                                                   |
| systémové hodiny [14..0]              | 15               | systémové hodiny bity 14 až 0                                                    |
| marker bit                            | 1                | vždy hodnota 1                                                                   |
| SCR rozšíření                         | 9                |                                                                                  |
| marker bit                            | 1                | vždy hodnota 1                                                                   |
| přenosová rychlost                    | 22               | v násobcích 50 bajtů za sekundu.                                                 |
| marker bity                           | 2                | vždy hodnota 11                                                                  |
| rezervovaný                           | 5                | rezervováno pro budoucí použití                                                  |
| stuffing délka                        | 3                |                                                                                  |
| stuffing bajty                        | 8*stuffing délka |                                                                                  |
| systémová hlavička (nepovinná)        | 0 nebo více      | pokud následuje startovací kód systémové hlavičky 0x000001BB                     |

| Jméno                                           | Počet bajtů | Popis      |
| ----------------------------------------------- | ----------- | ---------- |
| synchronizační bajty                            | 4           | 0x000001BB |
| hlavička délka                                  | 2           |            |
| poměr/rychlost vázaný a marker bity             | 3           |            |
| audio vázaný a příznaky                         | 1           |            |
| příznaky, marker bit, a video vázaný            | 1           |            |
| Paket poměr/rychlost omezení a rezervovaný byte | 1           |            |